# Synchronoskop
Das Synchronoskop ist ein elektrotechnisches Messgerät, welches in Umspann- und Kraftwerken dazu dient, das Zusammenschalten von synchronen Wechselspannungsquellen wie elektrischen Generatoren oder den Zusammenschluss zwischen Stromnetzen sicherzustellen.
Im Zuge des Zusammenschließens werden je drei Parameter – Spannung, Frequenz und Phasenlage – der unterschiedlichen Netzbereiche miteinander verglichen. Der erfolgreiche Schaltvorgang erfolgt zum Synchronpunkt, jenem Zeitpunkt, an dem die drei Größen sich innerhalb zulässiger kleiner (idealerweise gar keiner) Abweichungen gegeneinander befinden. Werden zueinander asynchrone Wechselspannungsquellen bzw. Wechselspannungsnetze nicht zum Synchronpunkt zusammengeschaltet, kann es zu Spannungssprüngen und Fehlverhalten anderer elektrischer Einrichtungen (bspw. Schutzgeräte) im Netz kommen. Im ungünstigsten Fall des asynchronen Zusammenschaltens kommt das fehlerhafte Zusammenschalten einem elektrischen Kurzschluss gleich.

## Aufbau

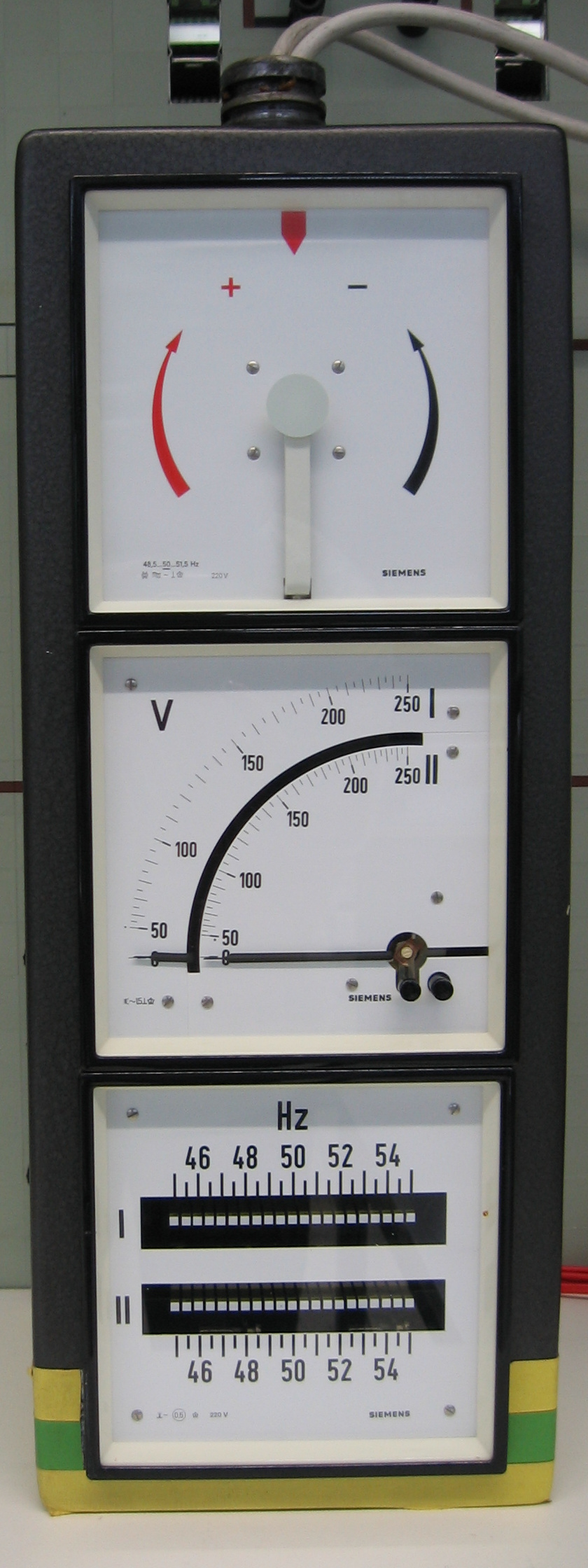
Synchronisiersäule mit Synchronoskop, Doppelspannungs- und Doppelzungenfrequenzmesser

Das Synchronisiergerät (Synchronisiersäule) enthält dabei alle für die Synchronisierung notwendigen Messgeräte und besteht aus
- Doppelspannungsmesser
- Doppelfrequenzmesser
- Schaltanzeiger-Synchronoskop

Im Betriebsdienst sind bei kleineren Anlagen in Sonderfällen noch das Synchronisieren von Hand, die halbautomatische Synchronisierung und die in größeren Verbundnetzen fast ausschließlich eingesetzte vollautomatische Synchronisation üblich. Die vollautomatische Synchronisation bietet den Vorteil, dass Schaltfehler mit hoher Wahrscheinlichkeit ausgeschlossen werden können.

## Synchronisation
Die Synchronisation von Hand erfolgt durch Parallelschalten der jeweiligen Abzweige bzw. Teile des Stromnetzes durch Einschalten des dazugehörigen Leistungsschalters, unter Beachtung der Schaltereigenlaufzeit, im Synchronpunkt. Dabei kommt ein sogenannter Synchronisiersteckschlüssel zum Einsatz, mit dem der Leistungsschalter des Abganges unter Berücksichtigung der Synchronisationsbedingungen eingeschaltet wird.
Elektrotechnische Anlagen werden im Wesentlichen nach der Einschlüsselmethode ausgeführt, wobei ein Synchronisiersteckschlüssel für die gesamte Anlage Verwendung findet. Bei der Zweischlüsselmethode wird der Synchronisierschalter in dem parallel zu schaltenden Abgang und dem zur Parallelschaltung herangezogenen Abgang betätigt.
Die halbautomatische Synchronisierung erfolgt durch Parallelschalten der jeweiligen Abzweige und Netzteile durch Einschalten des dazugehörigen Leistungsschalters im Synchronpunkt mit Parallelschaltgerät. Das Parallelschaltgerät erteilt nach Anwahl des entsprechenden Abzweiges oder Abganges den Einschaltimpuls für den Leistungsschalter unter Berücksichtigung der Schaltvorgabezeit sowie des Schaltschlupfes. Spannung und Frequenz im Netz werden dabei vom Gerät nicht beeinflusst. Dabei ist die Schaltvorgabezeit die Zeit, die unter Berücksichtigung der Schaltereigenzeit sowie der Steuer- und Relaiszeiten dem Einschaltimpuls des Leistungsschalters vorgegeben werden muss, um ein Parallelschalten im Synchronpunkt zu ermöglichen. Als Schaltschlupf bezeichnet man die maximal zulässige Frequenzdifferenz, die von den Netzkonstanten und den zu synchronisierenden Leistungen bzw. von der Generatorauslegung abhängig ist, um beim Parallelschalten größere Ausgleichströme mit Pendelungen zu vermeiden.
Die vollautomatische Synchronisierung erfolgt durch Parallelschalten der jeweiligen Netzteile durch Einschalten des dazugehörigen Leistungsschalters im Synchronpunkt mit Parallelschaltgerät, das in Verbindung mit einem Spannungs- und Frequenzabgleichgerät arbeitet. Die Leittechnik ermöglicht es, dass heutige Synchronisiereinrichtungen mehr Funktionen auf Grund oft unterschiedlicher Anlagenkonfigurationen besitzen. Um alle notwendigen Anlagenkonfigurationen abzudecken, verfügen moderne Synchronisiergeräte über mehrere Synchronisierarten. Diese können sein zum Beispiel:
- Generator mit Netz oder Leitung
- Synchrone oder asynchrone Netze oder Leitungen
- Synchroncheck für händisches Zuschalten
- Sammelschienenschnellumschaltung
- Messung der Leistungsschalter-Eigenzeit

## Herstellung der Verbindung mit dem Netz
Die Synchronmaschine soll mechanisch mit einer Arbeitsmaschine (z. B. Turbine) gekoppelt sein. Die Verbindung der Ankerstränge mit dem starren Netz ist noch nicht hergestellt. Der Leistungsschalter als Verbindungsstelle ist geöffnet. Die Arbeitsmaschine treibt die Synchronmaschine mit einer beliebigen Drehzahl {\displaystyle n} an. Die Erregerwicklung der Synchronmaschine wird mit Gleichstrom gespeist. Da der Anker keinen Strom führt, wird in dem vorliegenden Leerlauf bei offenen Ankerklemmen nur vom Polsystem her ein magnetisches Feld aufgebaut, das dann gleich dem resultierenden Feld ist.
Die Ankerwicklung der Synchronmaschine ist in Sternschaltung ausgeführt. Der für die Spannungsinduktion im hier zu betrachtenden Strang {\displaystyle a} maßgebende magnetische Fluss {\displaystyle {\underline {\Phi }}_{h}={\underline {\Phi }}_{p}} hat die Kreisfrequenz {\displaystyle \omega =2\pi pn} und induziert die Spannung {\displaystyle {\underline {e}}_{hp}=-j\omega (w\xi _{1}){\underline {\Phi }}_{p}} gleicher Frequenz. Damit beobachtet man als Klemmenspannung
{\displaystyle {\underline {u}}={\underline {u}}_{p}=j\omega (w\xi _{1}){\underline {\Phi }}_{p}}
eine Spannung, deren Betrag wegen {\displaystyle \omega =2\pi pn} der Drehzahl {\displaystyle n} und wegen {\displaystyle {\hat {\Phi }}_{p}\sim I_{fd}} des Erregerstroms proportional ist und deren Frequenz durch die momentane Drehzahl der Synchronmaschine gegeben ist. Ihr Augenblickswert lässt sich darstellen als
{\displaystyle u_{p}=\omega (w\xi _{1}){\hat {\Phi }}_{p}\cos(\omega t+\phi _{up})={\hat {u}}_{p}\cos(\omega t+\phi _{up})}.
Die Spannung des Netzes, dem die Synchronmaschine zugeschaltet werden soll, weist den Betrag {\displaystyle {\hat {u}}_{n}} und die Kreisfrequenz {\displaystyle \omega _{n}} auf. Diese Spannung lässt sich für den zu betrachteten Strang {\displaystyle a} wie folgt darstellen
{\displaystyle {\underline {u}}_{N}={\hat {u}}_{N}\cos(\omega _{N}t+\phi _{uN})}.
Der Leistungsschalter als Verbindung zum starren Netz kann eingeschaltet werden, ohne dass ein Strom zu fließen beginnt, wenn vor dem Einschalten die Spannung in jedem Augenblick
{\displaystyle u_{s}=u_{N}-u=0}
ist. Daraus folgen als die Synchronisationsbedingungen, dass die Spannungen der Synchronmaschine und des Netzes entsprechend den drei Bestimmungsstücken einer Sinusgröße nach Effektivwert, Frequenz und Phasenlage übereinstimmen müssen. Es muss also gelten:
1. {\displaystyle U=U_{N}},
2. {\displaystyle \omega =\omega _{n}} bzw. {\displaystyle 2\pi pn=\omega _{N}} bzw. {\displaystyle n=n_{0}={\frac {f_{N}}{p}}} und
3. {\displaystyle \omega _{u}=\omega _{uN}}

Die einfachste Art, die Einhaltung der Synchronbedingungen zu beobachten, ist die sogenannte Synchronisiersäule. Die beiden Spannungsmesser (Spannung Synchronmaschine bzw. Spannung des Netzes) sind in einem Doppelspannungsmesser vereinigt, wobei die Zeiger beider Messwerke einer Skale zugeordnet sind. Ebenso sind die beiden Frequenzmesser als Doppelfrequenzmesser ausgeführt, bei dem die Reihen von Schwingzungen in einem Gehäuse nebeneinanderliegen. Um den Phasenwinkel bzw. die Phasenverschiebung der Spannungen {\displaystyle u} und {\displaystyle u_{N}} zu beobachten, dienen sogenannte Phasenlampen.

## Schaltungsvarianten
Die Synchronisierbedingungen sind erfüllt, wenn die beiden Spannungen (Synchronmaschine und Netz) hinsichtlich ihrer Frequenzen und Beträge bereits zur Übereinstimmung gebracht worden sind und dann auch die gleiche Phasenlage besitzen.
Man unterscheidet bei der Schaltung der Phasenlampen zwischen Dunkelschaltung und Hellschaltung. Bei der Dunkelschaltung liegt bei erfüllter Synchronisierbedingung über den Schalterkontakten keine Spannung an, so dass die zu den Kontakten parallelgeschalteten Lampen nicht aufleuchten. Bei der Hellschaltung sind die Phasenlampen nicht parallel zu den Leistungsschalterkontakten geschaltet, sondern zwischen die Leiter. Die Phasenlampen leuchten dann im Synchronpunkt hell auf.
Die Spannungen für die Phasenlampen werden über die Spannungswandler der beiden Systeme bereitgestellt. Die Phasenlampen werden heutzutage nur noch im Versuchsbetrieb verwendet. Anstelle der Lampen tritt das Synchronoskop. Das ist ein Gerät, in dem ein Zeiger durch Richtung und Geschwindigkeit seiner Bewegung die Abweichung der Drehzahl der Maschine von der erforderlichen synchronen Drehzahl und durch seine Lage zu einer feststehenden Marke die Phasenverschiebung zwischen den beiden Spannungen anzeigt. Seine Wirkungsweise beruht auf dem Vergleich zweier Drehfelder, von denen das eine vom Netz her und das andere von der Synchronmaschine her aufgebaut wird. Durch Verstellen des Drehzahlorgans der Antriebsmaschine bewegt sich der Zeiger schneller oder langsamer. Das Parallelschalten erfolgt, wenn der Zeiger im Rechtsdrehsinn in langsamem Lauf die Marke des Synchronpunktes erreicht.
Um eine ordnungsgemäße Synchronisation von Hand durchzuführen, ist die Synchronisiereinrichtung mit einer Parallelschaltsperre versehen. Diese verhindert das Einschalten, wenn der Spannungsunterschied zu groß ist bzw. die Drehzahl der Antriebsmaschine nicht stimmt.
Die Maßnahmen, die erforderlich sind, um die Synchronisierbedingungen zu erfüllen, bezeichnet man als Synchronisieren. Die Drehfeldgleichheit der Netze wird vor der Erstinbetriebnahme der Anlagen realisiert. Danach beginnt man damit, die Frequenzen der beiden Spannungen in Übereinstimmung zu bringen. Dazu muss entsprechend {\displaystyle f=pn} die Drehzahl der Synchronmaschine geändert werden. Das geschieht durch den Eingriff in das Drehzahlstellorgan der Antriebsmaschine. Anschließend werden die Beträge der beiden Spannungen durch Änderung des Erregerstroms der Synchronmaschine angeglichen. Diese Reihenfolge ist erforderlich, da sich die Maschinenspannung im anderen Falle, wenn zuerst ihr Betrag durch Ändern des Erregerstromes dem der Netzspannung angeglichen würde, beim anschließenden Frequenzabgleich durch Änderung der Drehzahl ebenfalls ändern würde.
Nachdem die beiden Spannungen nach Frequenz und Betrag übereinstimmen, können sie sich nur noch durch die Phasenlage unterscheiden. Diese Phasenverschiebung wird beseitigt, indem nochmals ein kurzzeitiger Eingriff in die Drehzahlstellorgane der Antriebsmaschine vorgenommen wird. Dadurch verändert sich die Frequenz der Maschinenspannung während dieser Zeit. Diese kurzzeitige Frequenzänderung muss bei Phasengleichheit beendet sein, wenn über den Leistungsschalterkontakten keine Spannung mehr existiert. Sind die Synchronisierbedingungen {\displaystyle {\underline {u}}_{s}=0} erfüllt, kann der Leistungsschalter eingeschaltet werden, ohne dass Ausgleichsströme zu fließen beginnen. In diesem Falle spricht man von einer Feinsynchronisierung. Die Maschine befindet sich mit stromlosem Anker am Netz. Durch erneutes Eingreifen in das Drehzahlstellorgan der Antriebsmaschine wird nun ein Wirkleistungsumsatz erzwungen.